# 益子貞正
益子 貞正（ましこ さだまさ）は、南北朝時代の武将。宇都宮氏の家臣。下野国芳賀郡益子邑を本貫とする西明寺城主。益子氏11代当主。

## 生涯
益子越後守貞重の次男として誕生。
当初、宇都宮公綱は南朝方として北朝に対峙していたが、子・氏綱は父と一線を画して、足利尊氏に従う。宇都宮軍の有力武士団であった紀清両党の一翼、益子氏も南朝方から北朝方へと転じた。貞正は北朝方・室町幕府の下野守護・宇都宮氏綱の重臣であり、一門の武将からも益子顕助、国行、由佐秀助が上洛し宇都宮軍を補佐、自らも関東において宇都宮の幕将として常陸国を拠点に勢力拡大を図る南朝方と激しく対立していた。京都方面に派遣された益子顕助は足利氏に従い、建武3年（1336年）、東寺にて討ち死にしその子・秀助は足利一門の細川頼春に従い、四国に落ち伸びる等益子一族が多数討ち死にしていた。
また関東においても、上野国における源氏の棟梁新田氏が有力な南朝方として活発に活動し北朝方に圧力を加えており、一方、常陸では南朝の征夷大将軍興良親王を奉ずる北畠親房、春日顕国、広橋経泰、楠木正家らが常陸における宇都宮一族の小田治久ら小田氏、大掾高幹、長岡宣政ら常陸平氏、那珂通辰、川野辺資鎮ら那珂・川野辺氏ら藤原一党を味方につけ、猛威を振るっていた。このとき、貞正の所領は延元4年/暦応2年（1339年）、北畠親房により派遣された公卿・春日顕時により攻め込まれ、西明寺城、八木岡城、上三川城を一時、奪われてしまう事態に至る。このとき、南朝方の春日軍の主力は小田勢であったが、小田氏の家祖・八田知家は益子氏を母として生まれた遠い縁戚であり、まさに骨肉の争いによって所領を失う事態に至ったといえる。
その上、正平6年/観応2年（1351年）には北朝方の対立は混迷を極め、室町幕府内で急速に台頭した足利将軍家の執事高師直・師泰と対立した尊氏の弟・足利直義が南朝方に下り、反尊氏の兵を挙げ、の北朝方は分裂状態に陥った。所謂観応の擾乱の始まりである。『太平記』巻30によると、同年12月15日、貞正は主君・氏綱に従い、尊氏方に属して直義方と薩タ峠で対峙したとある。直義方の総勢は伊豆国の国府に本陣を置く総大将・直義、上杉憲顕、石堂頼房、そして上野にて陣を張る桃井直常とその家臣長尾左衛門尉ら10万、うち、北関東における直義党勢力である桃井・長尾両軍は1万の軍勢を以て宇都宮軍と対峙していた。対する宇都宮一族は、総大将の氏綱をはじめ、宇都宮一族の氏家周綱、綱元、忠朝、同じく宇都宮一族の薬師寺元可、義夏、義春、助義兄弟、紀党の貞正、清党の芳賀貞経と他、これに隣国武蔵七党の猪俣兵庫入道、安保信濃守、岡部新左衛門入道、岡部出羽守親子を加えて1500の軍勢であった。これに、佐野氏・佐貫氏ら500が宇都宮方の援軍に加わるがその総勢2000から3000。1万とも1万2000ともいう大軍を誇る桃井軍との兵力差は歴然であった。貞正、芳賀貞経率いる紀清両党700余騎は大手の北端に陣を敷き、宇都宮一族の氏家氏は200余騎を率いて中央へ、薬師寺氏は500余騎を率いて搦め手にまわった。緒戦は桃井軍7000が宇都宮軍を攻撃し、長尾軍3000が氏家軍に攻めかかったが、長尾軍のうち500を率いる長尾新六隊が大将諸共全滅し、これを契機に形勢逆転、三倍以上の大軍を打ち破ったという。
以後も南北朝の対立は続くが、宇都宮軍には3万もの軍勢が集うようになり、この戦いにより関東において北朝方は優位な地位が確立される事となった。